# Пеллу, Луиджи
Луиджи Пеллу (итал. Luigi Pelloux; 1 марта 1839, La Roche-sur-Foron — 26 октября 1924, Бордигера) — итальянский политик и государственный деятель, возглавлял кабинет министров Италии с 29 июня 1898 по 24 июня 1900 года.

## Биография
Луиджи Пеллу родился в Савойе.
Участвовал в войнах за освобождение Италии в 1859 и 1866 годах. Командовал артиллерийской бригадой при занятии Рима в 1870 году. С 1895 года уже командовал корпусом.
С 1880 по 1895 год член палаты депутатов, а с 1896 года — сенатор. В политике придерживался «правых» взглядов.
В консервативном кабинете маркиза Рудини (1891—92) и коалиционном Джолитти (1892—93) был военным министром. Тот же портфель он взял во втором кабинете Рудини, после отставки Рикотти в июле 1896 года. В декабре 1897 года вышел в отставку.
В 1898 году, после падения кабинета Рудини сформировал собственный кабинет, в котором взял себе портфель министра внутренних дел. Кабинет Пеллу был коалиционный, с преобладанием консервативных элементов. В 1899 году кабинет вышел в отставку вследствие неудачи его китайской политики, но Луиджи сформировал новый, ещё более консервативный кабинет министров.
В июле 1899 года Пеллу, за невозможностью добиться закона о собраниях и печати парламентским путём, осуществил его посредством королевского декрета, и действовал так, как будто в Италии было военное положение. Аресты следовали за арестами, свобода слова в печати была придавлена.
С палатой также не стеснялись, её связали новым парламентским регламентом 3 апреля 1902 года. Против Пеллу вели борьбу даже такие консерваторы, как Рудини. Палату пришлось распустить. На выборах 1900 года консерваторы оказались ослабленными, и в июне 1900 года Пеллу вышел в отставку, уступив место премьер-министра Италии Джузеппе Саракко.
Скончался 26 октября 1924 года в городе Бордигера.